# Crenimugil crenilabis
Espèce
Synonymes
- Mugil cirrhostomus Forster, 1801
- Mugil crenilabis Forsskål, 1775
- Mugil fasciatus Valenciennes, 1836
- Mugil macrocheilos Bleeker, 1854
- Mugil neocalidonicus Castelnau, 1873
- Mugil rueppellii Günther, 1861
- Mugil tearlachi Curtiss, 1938

Statut de conservation UICN

 LC  : Préoccupation mineure
Le mulet à lèvre frangée (Crenimugil crenilabis), aussi appelé mulet à queue bleue, est une espèce de poissons marins appartenant à la famille des Mugilidae.

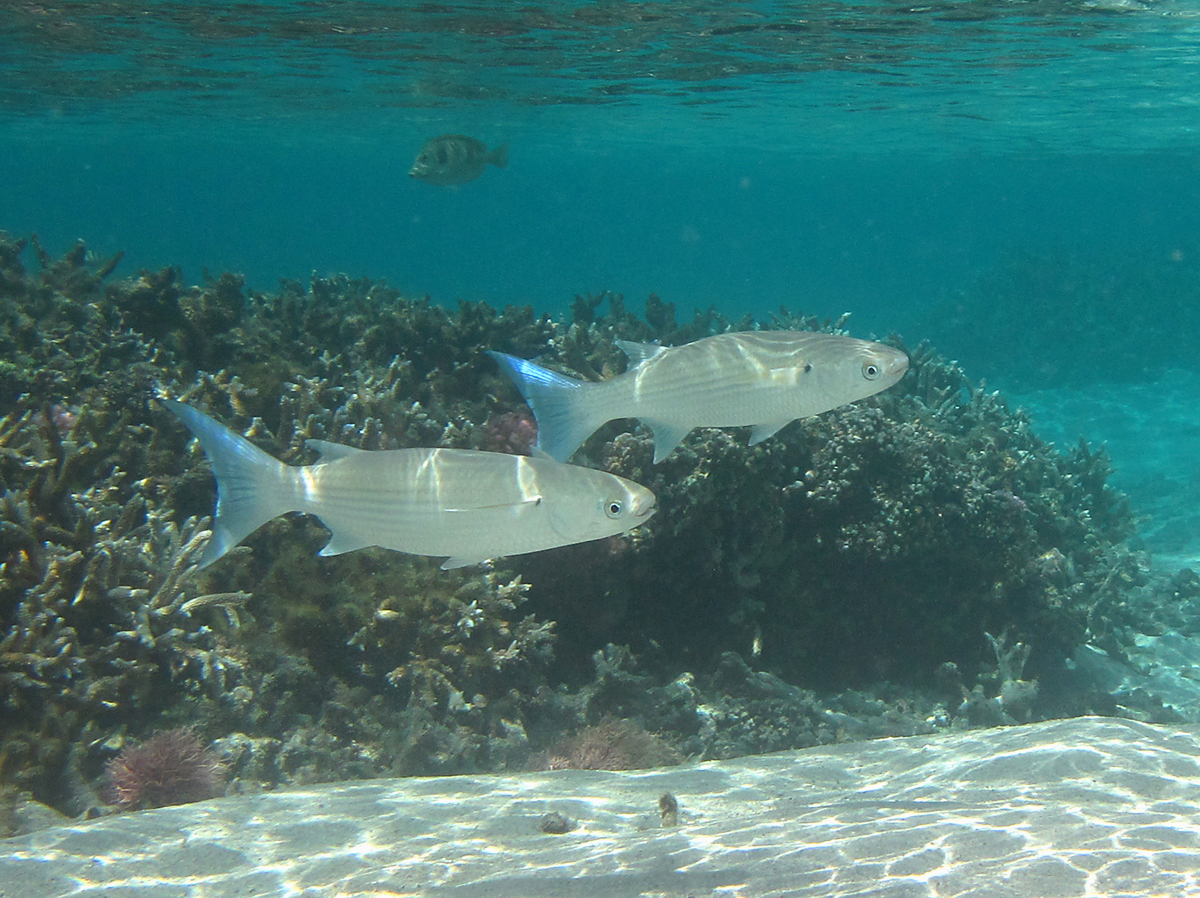